# Pierwsze słowo (opowiadanie)
Pierwsze słowo – polskie opowiadanie fantasy autorstwa Marty Kisiel. Po raz pierwszy ukazało się w zbiorze opowiadań pod tym samym tytułem w 2018, nakładem wydawnictwa Uroboros. W 2019 przyznano mu Nagrodę im. Janusza A. Zajdla.

## Fabuła
Główna bohaterka opowiadania odwiedza lekarza. Tam zaczepia ją mężczyzna, zwracając uwagę, że pani jest ciężarna i powinna wejść do gabinetu poza kolejką. Kobieta uznaje, że nie ma takiej potrzeby. To dopiero siódmy tydzień. I tak nie wiadomo, czy z tego coś będzie. Mężczyzna zaczyna opowiadać o tym, że choć umysł o tym nie wie, ciało już wie. Zwraca przy tym uwagę na rękę kobiety, wędrującą w stronę brzucha. Wtedy nieznajomy pyta się jej, co by zrobiła, gdyby mogła poprosić o jedną rzecz. Po krótkim namyśle ciężarna odpowiada, że o długie życie wszystkich, których kocha, po krótkiej przerwie dodając, że życzy im dobrego zdrowia. Mężczyzna stwierdza jednak, że liczy się tylko pierwsze słowo.
Lata później kobieta zostaje sama, z niepełnosprawnym dzieckiem, które żyje mimo diagnoz lekarzy.